# Kościół Przemienienia Pańskiego w Hermanowiczach
Kościół Przemienienia Pańskiego – rzymskokatolicki kościół w Hermanowiczach, w diecezji witebskiej. Wzniesiony w 1787, reprezentuje styl baroku wileńskiego.

## Historia
Świątynia została ufundowana w 1787 przez właściciela miejscowych dóbr, starosty gabrielowskiego Ignacego Szyryna. Początkowo nie był to kościół parafialny; taki status miał od 1810. Obiekt był nieprzerwanie czynny do 1948, gdy władze radzieckie aresztowały proboszcza ks. Jana Grabowskiego, a świątynię poleciły zaadaptować na cele świeckie. Figurę maryjną z ołtarza przewieziono do muzeum. Kościół został zwrócony wiernym w 1988 i w tym samym roku powtórnie poświęcony.
W literaturze wezwanie kościoła bywa błędnie podawane jako Zwiastowanie; z archiwum kościelnego wynika jednak, że święto patronalne obiektu przypada w dniu Przemienienia Pańskiego.
Przy kościele znajdują się groby pięciu żołnierzy polskich poległych w wojnie polsko-bolszewickiej w 1920 roku.

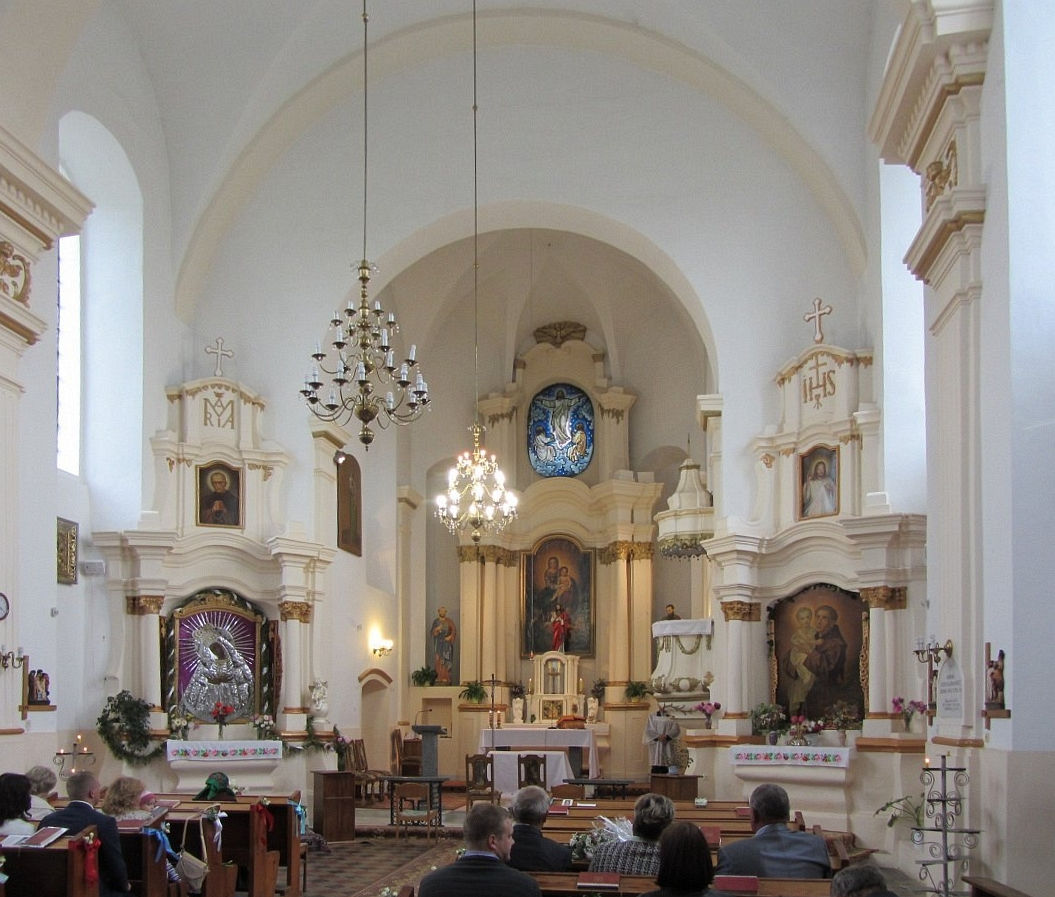
Wnętrze kościoła

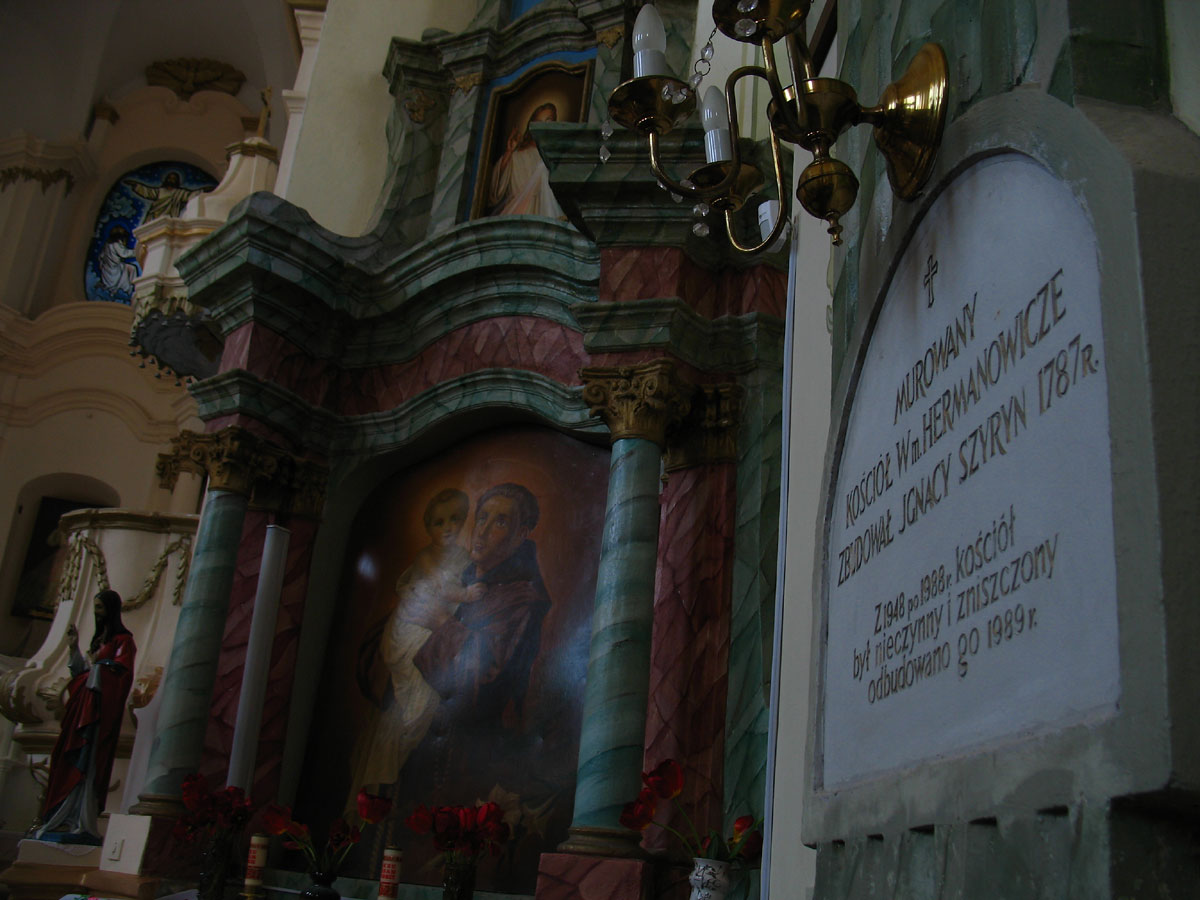
Ołtarz boczny przed restauracją

## Architektura
Kościół reprezentuje styl baroku wileńskiego. Został wzniesiony na planie prostokąta, z półkoliście zamkniętym prezbiterium i dwiema łączącymi się z nim zakrystiami, także prostokątnymi. Na elewacji kościoła wznoszą się dwie pięciokondygnacyjne wieże zwieńczone płaskimi hełmami. Dwie najwyższe kondygnacji wież cechuje wygięta linia gzymsów i ścięte naroża. Elewacja frontowa zdobiona jest ponadto pilastrami, gzymsami i bogatymi obramowaniami okien. Fasadę wieńczy trójkątny szczyt z wolutami położony pomiędzy wieżami, nieco względem nich cofnięty. Kościelną nawę kryje sklepienie kolebkowe. Na sklepieniu i części ścian zachowała się polichromia; przetrwała również dekoracja stiukowa na parapecie chóru muzycznego.